# 白枝杜鹃
白枝杜鹃（学名：Rhododendron cretaceum）为杜鹃花科杜鹃花属下的一个种。其学名种加词意为“白垩的”，是（白垩）的衍生词，因为其花冠为白色，枝灰白色。主要见于广东北部。

## 扩展阅读
- 維基物種上的相關：白枝杜鹃